# Furanocumarina

Psoraleno

As furanocumarinas, ou furocumarinas, são uma classe de compostos químicos orgânicos produzidos por uma variedade de plantas. A maioria das espécies de plantas encontradas para conter furanocoumarins pertence a um punhado de famílias de plantas. As famílias Apiaceae e Rutaceae incluem o maior número de espécies de plantas que contêm furanocumarinas. As famílias Moraceae e Fabaceae incluem algumas espécies de plantas amplamente distribuídas que contêm furanocoumarins. 
Geralmente as furanocumarinas são mais abundantes em plantas que floresceram e em sementes e frutos maduros.  (Uma exceção é o figo comum, onde os furanocoumarins são encontrados principalmente na seiva leitosa das folhas e brotos, mas não nos frutos.  ) Durante os estágios iniciais do crescimento das plantas, sua presença não é facilmente detectada.